# STS-118
STS-118 (englisch Space Transportation System) ist die Missionsbezeichnung für den 20. Flug des US-amerikanischen Space Shuttles Endeavour (OV-105) der NASA. Es war die 119. Space-Shuttle-Mission sowie nach fast fünfjähriger Pause der erste Flug dieses Orbiters, bedingt durch das Unglück der Columbia im Februar 2003 (STS-107). Es war der letzte Flug eines Spacehab-Moduls. STS-118 wurde am 8. August 2007 gestartet.

## Mannschaft
- Scott Kelly (2. Raumflug), Kommandant
- Charles Hobaugh (2. Raumflug), Pilot
- Barbara Morgan (1. Raumflug), Missionsspezialistin
- Richard Mastracchio (2. Raumflug), Missionsspezialist
- Tracy Caldwell (1. Raumflug), Missionsspezialistin
- Dafydd Williams (2. Raumflug), Missionsspezialist ( CSA/ Kanada)
- Alvin Drew (1. Raumflug), Missionsspezialist

## Missionsüberblick
Die Endeavour transportierte den S5-Träger zur Internationalen Raumstation (ISS). Diese Gitterstruktur wurde von den Astronauten bei einem Außenbordeinsatz montiert.

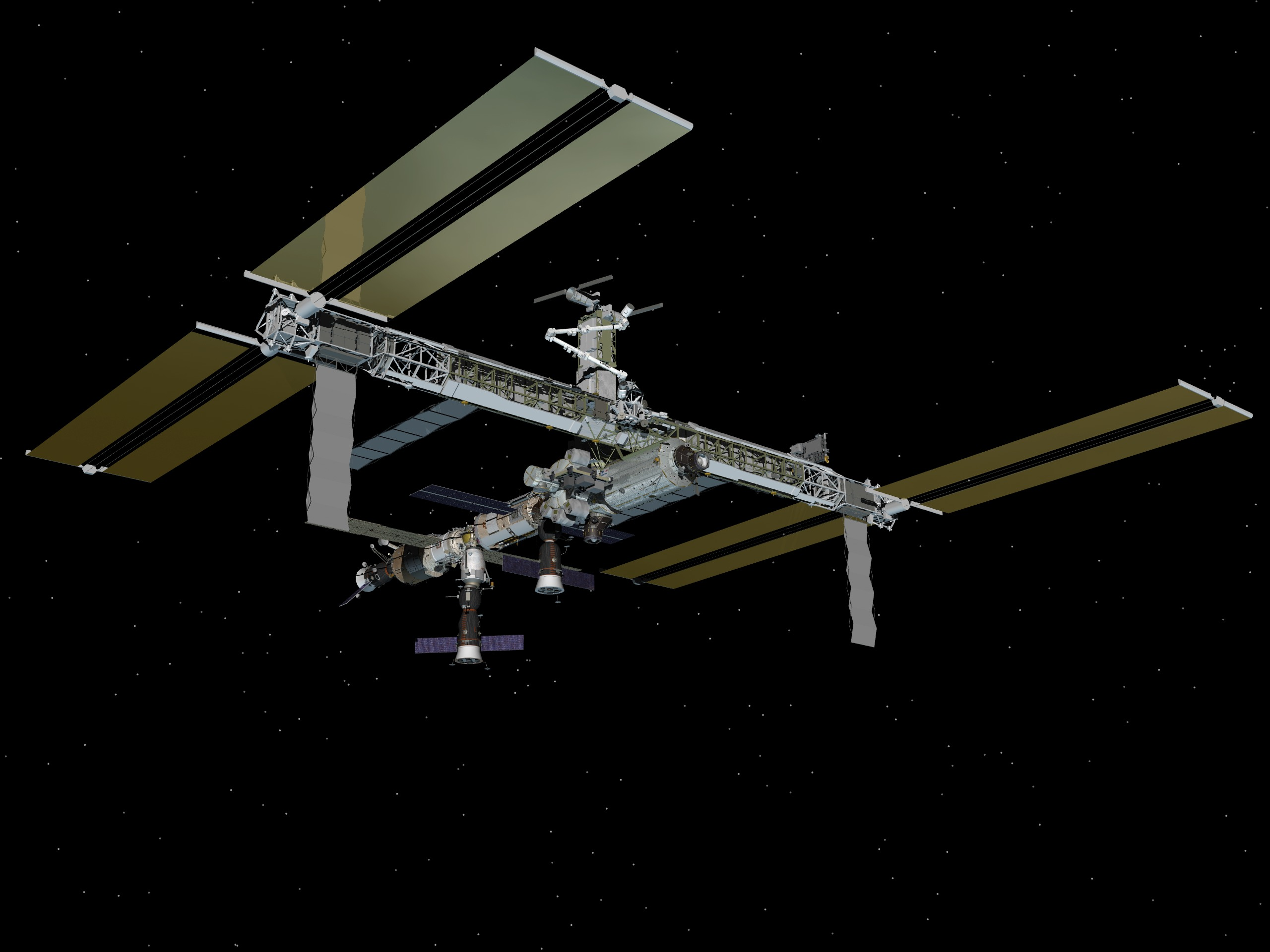
Konfiguration der ISS nach der Mission STS-118

Außerdem wurden mit dem Spacehab-Modul 2,2 Tonnen Ausrüstung angeliefert. Umgekehrt wurden 1,8 Tonnen nicht mehr benötigter Geräte und abgeschlossener Experimente zurück auf die Erde gebracht.
Während vier Ausstiegen wurden Aufbau- und Wartungsarbeiten am Äußeren der ISS durchgeführt.
Erstmals wurde von der Endeavour das neue Energieübertragungssystem eingesetzt. Durch das SSPTS erhält der Orbiter während der Kopplung Strom von der Raumstation und kann so seine Aufenthaltszeit verlängern.
Diese Mission führte auch das sogenannte „Teacher in Space Project“ durch, welches schon für STS-51-L geplant war, aber durch den Verlust der Raumfähre Challenger in einem tragischen Unfall endete. Barbara Morgan gab als erste Lehrerin vom Weltraum aus Unterrichtsstunden.

## Vorbereitungen
Kurz nach dem Ende der letzten Mission der Endeavour (STS-113) wurde die Raumfähre am 7. Dezember 2002 in die Orbiter Processing Facility gefahren und mit der Nachuntersuchung begonnen. Der Hitzeschild wies 64 Einschläge auf, von denen 13 größer als zweieinhalb Zentimeter waren, was ein normaler Wert ist.
Ursprünglich hätte die Endeavour im Mai 2003 zur STS-115-Mission starten sollen, aber nach dem Unglück der Columbia im Februar 2003 entschied die NASA, die Raumfähre zu modernisieren und zu überholen. Während dieser Orbiter Major Modification wurde die Endeavour ab Dezember 2003 als letzter Orbiter mit einem sogenannten Glascockpit ausgerüstet, das die drei alten einfarbigen Röhrenbildschirme durch neun grafikfähige Multifunktionsanzeigen ersetzt. Daneben wurden aber auch größere Arbeiten an allen Systemen des Shuttles durchgeführt. Zudem wurde das neue SSPTS-Energieübertragungssystem (Station-to-Shuttle Power Transfer System) installiert, das elektrische Energie von der Raumstation zur Endeavour überträgt. Damit wird die mögliche Kopplungsdauer um 20 Prozent verlängert. Außerdem wurde das Landesystem TACAN durch das GPS-System ersetzt. Dadurch kann die Fähre auf jeder geeigneten Piste landen, die 2,3 Kilometer lang und 40 Meter breit ist. Insgesamt wurden während der dreijährigen Umbauphase 194 Änderungen vorgenommen.
Ende Januar 2007 wurden die drei Haupttriebwerke in die Endeavour eingebaut. Im Februar folgten die beiden OMS-Triebwerke (Orbital Maneuvering System). Am 6. April kam der Außentank für STS-118, der ET-117, in Florida an. Nachdem zunächst geplant war, damit den durch ein Unwetter beschädigten Tank der Vorgängermission, STS-117, zu ersetzen, wurde dieser schließlich doch repariert, und STS-118 erhielt den Tank.
Um den 10. April 2007 wurden – wie auch bei der Atlantis – alle drei Haupttriebwerke zur Untersuchung auf Verunreinigungen ausgebaut. Derartige Verunreinigungen wurden aber nicht gefunden; nachdem noch eine Pumpe gewechselt worden war, waren am 27. April alle drei Triebwerke wieder eingebaut. Vom 24. April bis 12. Juni wurden die zwei Feststoffraketen (Booster) aufgebaut; am 17. Juni wurde der Außentank zwischen die beiden Booster montiert.

Nach dem Abschluss der Vorbereitungen und dem Auswechseln einer Wärmeisoliermatte am Heck des Orbiters wurde die Endeavour am 2. Juli von der Orbiter Processing Facility in die Montagehalle (Vehicle Assembly Building) gerollt. Am Tag darauf wurde die Endeavour mit den Boostern und dem Außentank verbunden. Vom 9. bis 11. Juli wurde der Nutzlastkanister mit dem Spacehab, S5 und ESP-3 in die Ladebucht eingesetzt. 

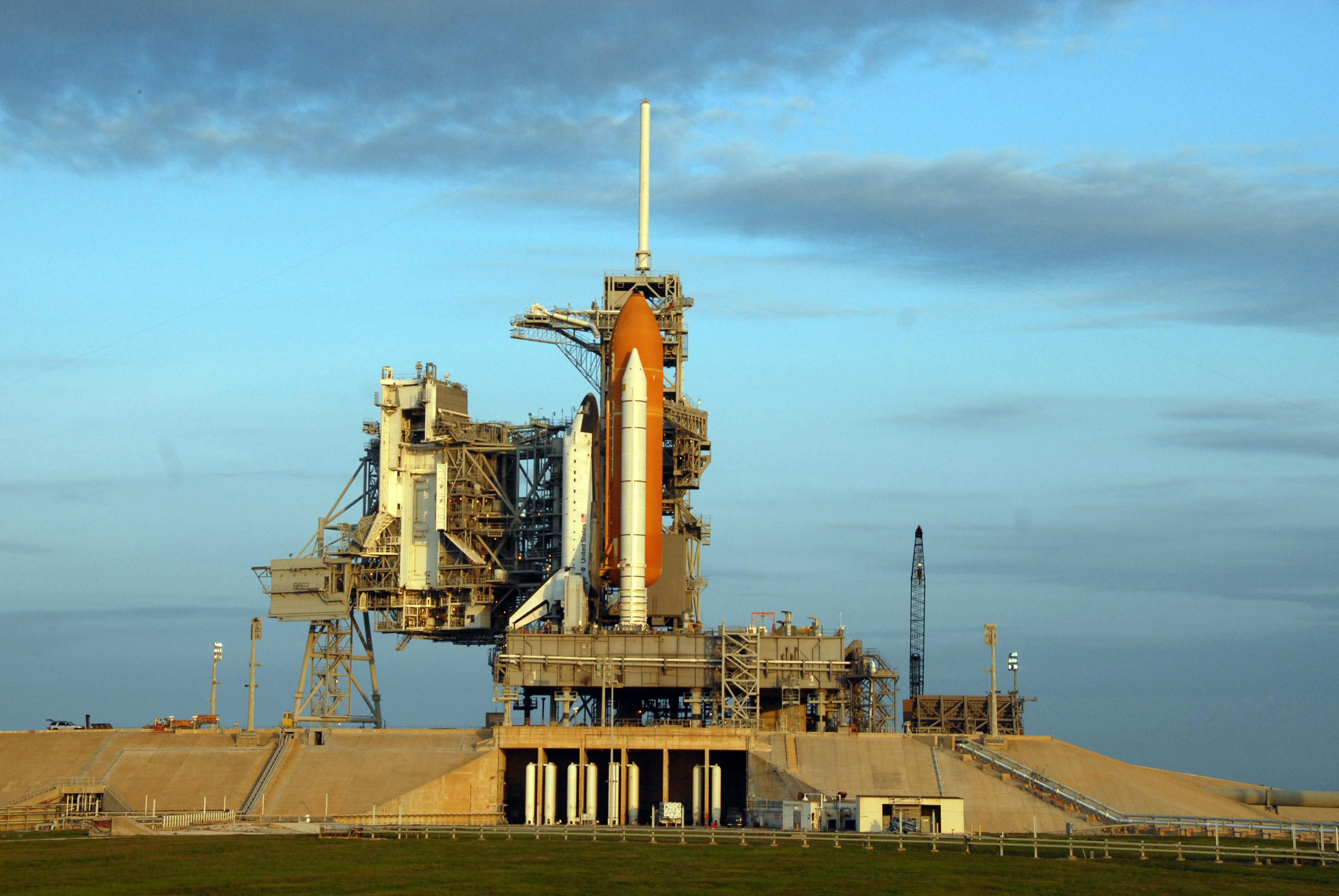
Die Endeavour erreicht am 11. Juli die Startrampe

In Vorbereitung auf den am nächsten Tag beginnenden Terminal Countdown Demonstration Test, kurz TCDT, traf die Mannschaft am 16. Juli am Kennedy Space Center (KSC) ein. Während dieser zweitägigen Übung simulierte die Besatzung die letzten Stunden des Countdown. Außerdem wurde die Flucht von der Startrampe in einer Gefahrensituation geprobt. Der TCDT endete mit einem simulierten Startabbruch für die Besatzung und das Kontrollteam. Anschließend flog die Crew zurück nach Houston.

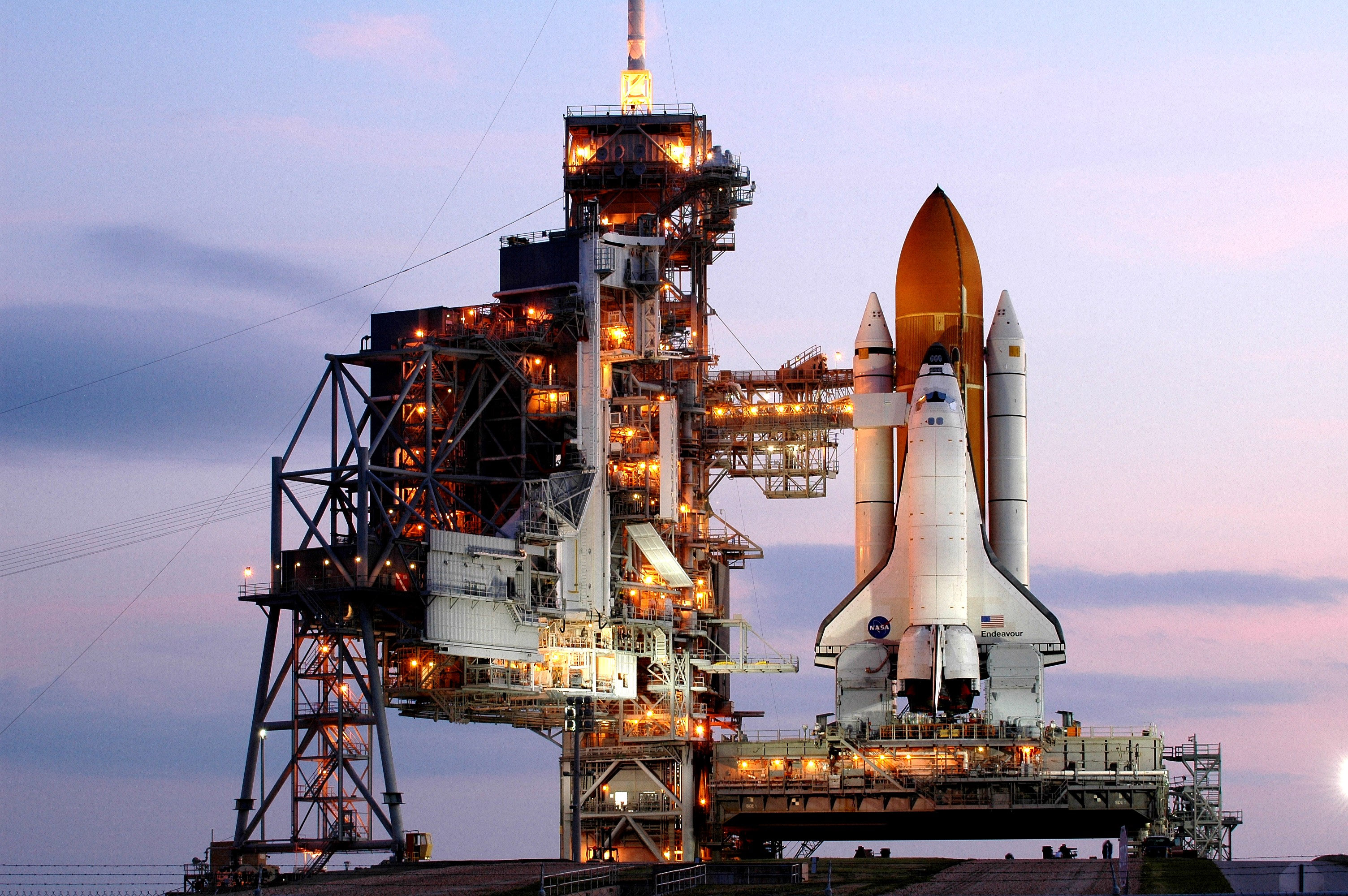
Die Endeavour auf der Startrampe bei Tag …

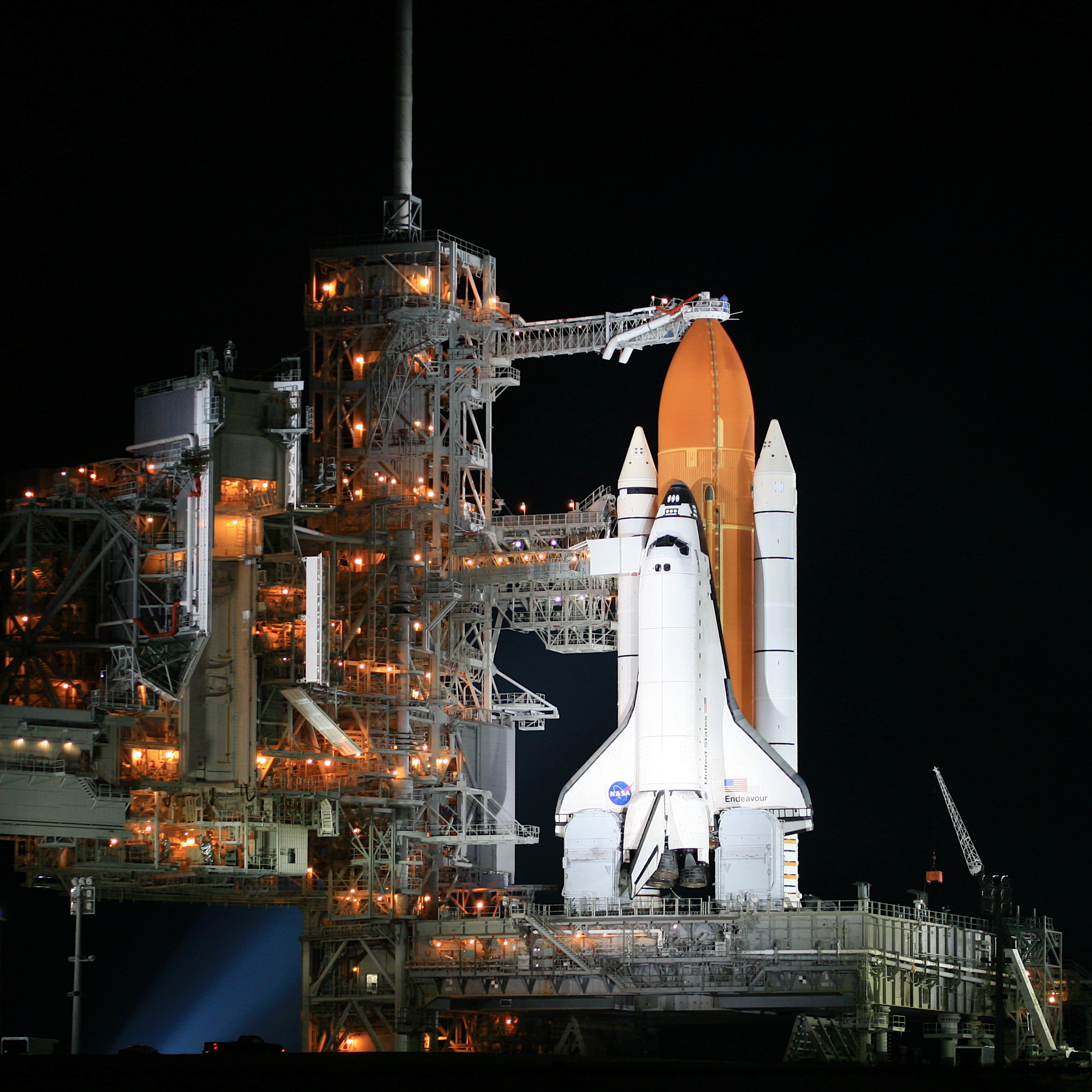
… und bei Nacht

Am 25. und 26. Juli fand das Flight Readiness Review statt, die Flugbereitschaftsabnahme, bei der entschieden wurde, dass alle Systeme startbereit sind. Außerdem wurde das vorläufige Startdatum, der 7. August, als erste Startmöglichkeit bestätigt. Auf der anschließenden Pressekonferenz erklärte William Gerstenmaier, der NASA-Direktor für den Raumflugbetrieb, dass es an einem Computer, der mit der Endeavour zur Raumstation geflogen werden soll, beim Hersteller des Gerätes einen Sabotageakt gegeben habe. Der Fall werde untersucht und das Gerät bis zum Start repariert.
Anlässlich einer regulären Dichteprüfung stellten Techniker am 29. Juli fest, dass entweder das Spacehab oder die Mannschaftskabine Druck verlor. In weiteren Tests erwies sich der Druckverlust als bis zu zehnmal höher als erlaubt. Nach zwei Tagen wurde ein falsch befestigter Zuleitungsschlauch als Ursache ausgemacht. Am 31. Juli zeigte sich, dass noch immer Luft entwich. Eins der zwei Überdruckventilen in der Mannschaftskabine arbeitete nicht korrekt – es wurde am 2. August durch ein Bauteil aus der Atlantis ausgetauscht. Die anschließenden Drucktests verliefen sämtlich erfolgreich.
Im Anschluss an eine am KSC abgehaltene Konferenz erklärten die NASA-Verantwortlichen am 3. August, dass wegen der unvorhergesehenen Reparaturarbeiten alle Reservezeit aufgebraucht sei. Deshalb habe man sich zu einer 24-stündigen Startverschiebung auf den 8. August entschieden. Dies würde den Technikern ausreichend Zeit für die Vorbereitungen verschaffen. Wenige Stunden später traf die siebenköpfige Besatzung am Raumfahrtzentrum ein. Am 5. August bestanden alle entsprechenden Sektionen (Mannschaftskabine, Verbindungstunnel, Spacehab) einen vierstündigen Drucktest.

## Missionsverlauf

### Start
Der Countdown für die Mission begann am 6. August um 0:00 UTC bei der T-43-Stunden-Marke. Kathy Winters, seit fünf Jahren hauptverantwortliche USAF-Meteorologin für die Shuttle-Starts, erklärte, dass für den Starttag die Wahrscheinlichkeit für gutes Wetter bei 70 Prozent liege. Nur vereinzelt seien Schauer zu erwarten. Am Tag darauf teilte die NASA mit, dass die Wahrscheinlichkeit für einen Shuttle-Start auf 80 Prozent gestiegen sei. Außerdem telefonierte Laura Bush, die Frau des US-Präsidenten, mit Barbara Morgan und wünschte ihr eine gute Mission.
Das erste sichtbare Zeichen, dass der Start in wenigen Stunden erfolgen würde, war das Zurückschwenken der RSS-Wartungsbühne (Rotating Service Structure) in ihre Parkposition. Diese 120°-Drehung begann wie geplant am 8. August um 1:00 UTC und dauerte 45 Minuten. Um 12:11 UTC begann das dreistündige Befüllen des großen Außentanks: zunächst mit flüssigem Wasserstoff in den unteren Bereich und 40 Minuten später mit flüssigem Sauerstoff in die obere Sektion des Tanks.

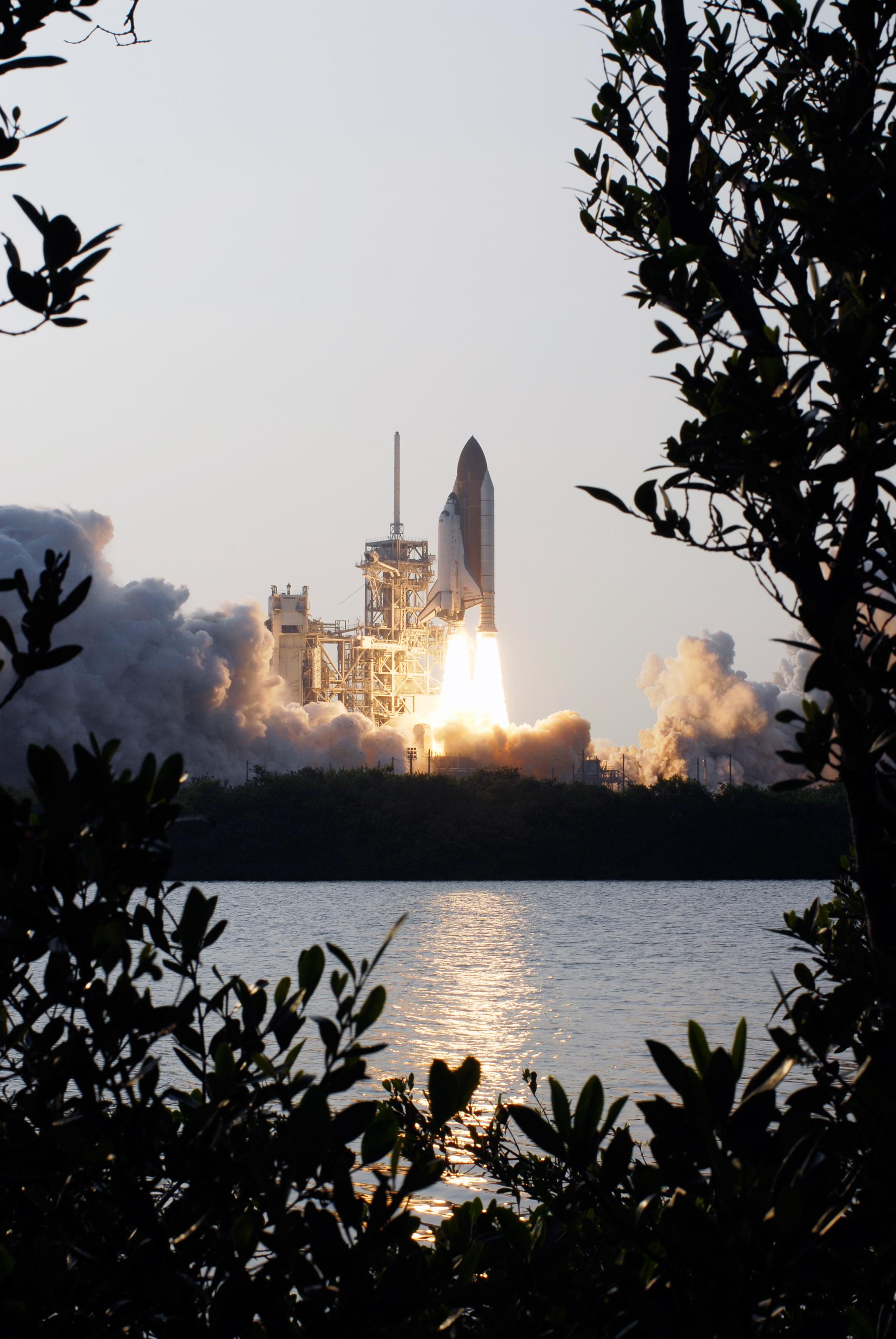
Start der Endeavour

Um 18:47 UTC wurde die Mannschaft von den Mannschaftsquartieren zur Startrampe gefahren, wo sie eine Viertelstunde später eintraf. Nachdem sie mit dem Aufzug auf die 59-Meter-Ebene gefahren waren, wurden die Astronauten für den Einstieg vorbereitet. Um 21:07 UTC wurde durch das Ice Team ein Riss am Isolierschaum am Außentank festgestellt, es wurde jedoch gemeldet, dass dieser Riss keine Gefahr darstellte. Später, um 20:52 UTC, wurde beim Schließen der Luke ein Problem mit den Sensoren der Luke festgestellt. Die Sensoren sollen anzeigen, ob die Luke geschlossen sei. Um 21:20 UTC meldete die Weißraummannschaft, dass das Problem mit den Sensoren der Luke gelöst sei und verließ danach die Startrampe. Außerdem meldeten alle Notlandeplätze gutes Wetter.
Die Endeavour startete wie geplant um 22:36 UTC unter ausgezeichneten Wetterbedingungen. Nach dem Ausbrennen der drei Haupttriebwerke wurde der Außentank abgeworfen und von den Astronauten fotografiert, um Schäden entdecken zu können. Später wurden die Ladebuchttore geöffnet.
Auf einer anschließenden Pressekonferenz teilte der NASA-Leiter für den Raumflugbetrieb, Bill Gerstenmaier, mit, dass die Videoaufnahmen der Tankkamera gezeigt hätten, dass vier kleine Stücke Isolierschaum abgeplatzt waren. Dies sei aber zu einem unkritischen Zeitpunkt geschehen.

### Inspektion und Kopplung
Am zweiten Flugtag (9. August) wurde, wie seit STS-114 üblich, der Hitzeschild überprüft. Dazu wurde an den Roboterarm des Orbiters der OBSS-Inspektionsarm befestigt und anschließend die besonders gefährdeten Bereiche untersucht. Nacheinander wurden die rechte Tragfläche, die Nase und der linke Flügel abgetastet.
Im Laufe des Tages teilte die NASA mit, dass sich beim Start der Endeavour insgesamt neun Schaumstoffstücke vom Außentank lösten. Eine erste Film- und Fotoanalyse habe gezeigt, dass nur drei Teile die Fähre getroffen hätten. Es gäbe jedoch keinerlei Anzeichen für eine Beschädigung. Die drei Bruchstücke trafen den Orbiter 24, 58 und 173 Sekunden nach dem Start. Alle Teile seien aber so klein gewesen, dass sie keinen ernsthaften Schaden anrichten könnten.

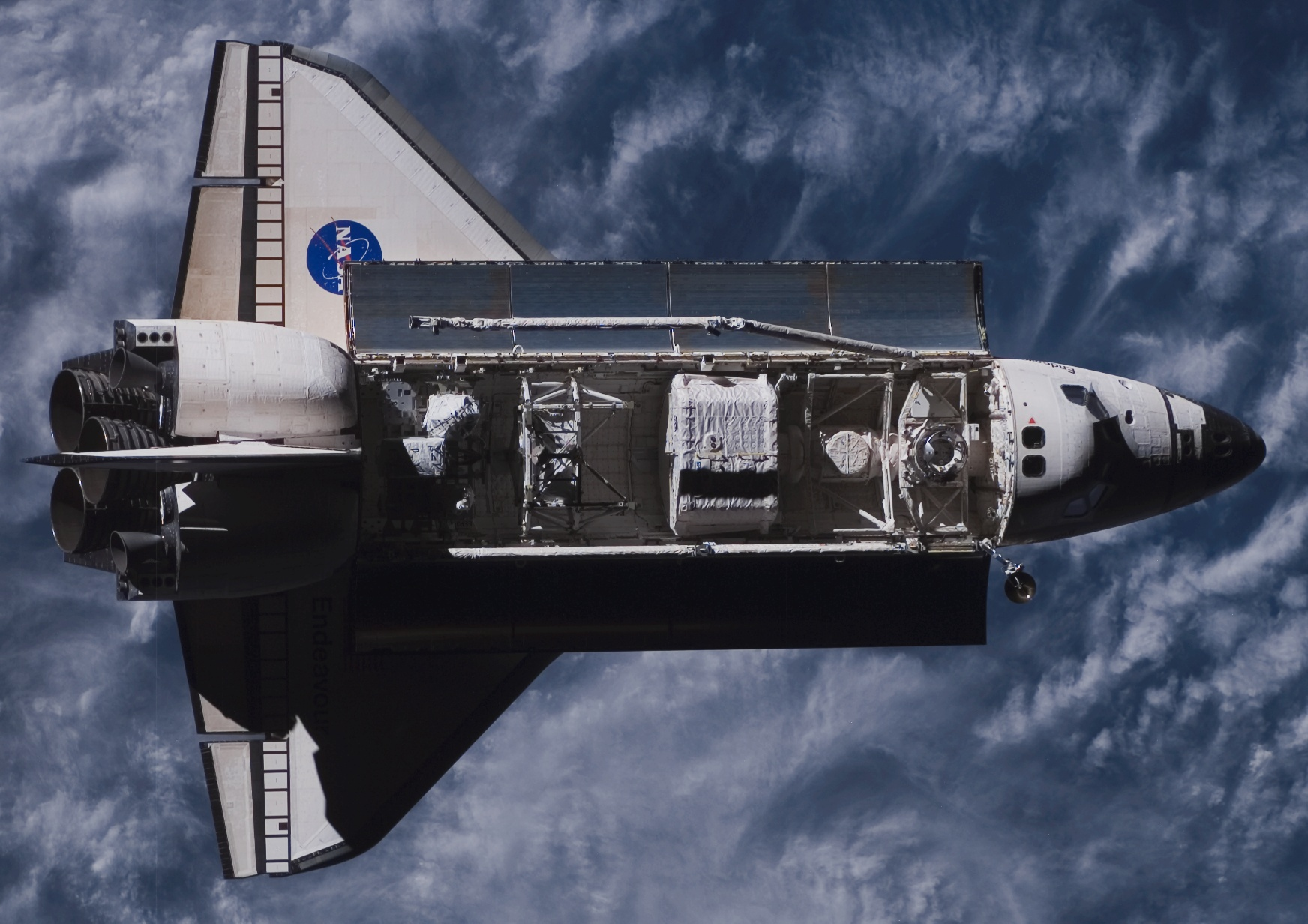
Die Endeavour nähert sich der ISS

Nach einer zweitägigen Verfolgung hatte die Endeavour die ISS am 10. August (3. Flugtag) eingeholt und koppelte um 18:02 UTC an. Zuvor hatte der 43-jährige Shuttle-Kommandant Scott Kelly die US-Raumfähre in 180 Meter Entfernung zur Raumstation positioniert. Während beide Raumschiffe über dem Atlantik flogen, führte die Endeavour das obligatorische „Purzelbaum-Rückwärts-Manöver“ durch. Diese zehn Minuten nutzte die ISS-Besatzung, um die gesamte Unterseite des Orbiters mit hochauflösenden Kameras zu fotografieren und so mögliche Kleinstschäden am Hitzeschutzschild aufzudecken.
Während die Dichtigkeitstests durchgeführt wurden, aktivierte Missionsspezialistin Tracy Caldwell den Roboterarm des Orbiters und hob das S5-Element aus der Ladebucht. Nachdem zwei Stunden nach der Ankunft die Luken geöffnet wurden und sich die zwei Mannschaften begrüßt hatten, wurde S5 an den ISS-Roboterarm übergeben, der es bis zur Montage am nächsten Tag verwahrte.
Um 21:17 UTC wurde erstmals das neue SSPTS-Energieübertragungssystem (Station-to-Shuttle Power Transfer System) erfolgreich in Betrieb genommen. Das von Boeing in den zurückliegenden vier Jahren entwickelte SSPTS versetzt den Orbiter in die Lage, Strom von der ISS zu beziehen. Damit kann eine angekoppelte Fähre ihren Verbrauch an begrenzten Vorräten von Wasser- und Sauerstoff, den die Brennstoffzellen zur Erzeugung des Stroms benötigen, auf ein Minimum reduzieren und so die Kopplungsdauer um bis zu vier Tage erhöhen. Für die NASA bedeutet der Einsatz des SSPTS, die Shuttle-Astronauten länger an der Station arbeiten lassen zu können und die verbleibenden Aufbauflüge der US-Raumfähren optimal zu nutzen. Das SSPTS regelt die 120 Volt der ISS herunter auf die 28 Volt des Orbiters. Die Fähre kann maximal acht Kilowatt von der Raumstation beziehen.
Die Missionsspezialisten Rick Mastracchio und Dave Williams begaben sich am Ende des Arbeitstages in die Luftschleuse Quest und übernachteten dort. Während dieses sogenannten Campout atmeten sie reinen Sauerstoff niedrigen Drucks, um sich für ihren ersten Außenbordeinsatz (EVA) am Folgetag vorzubereiten.

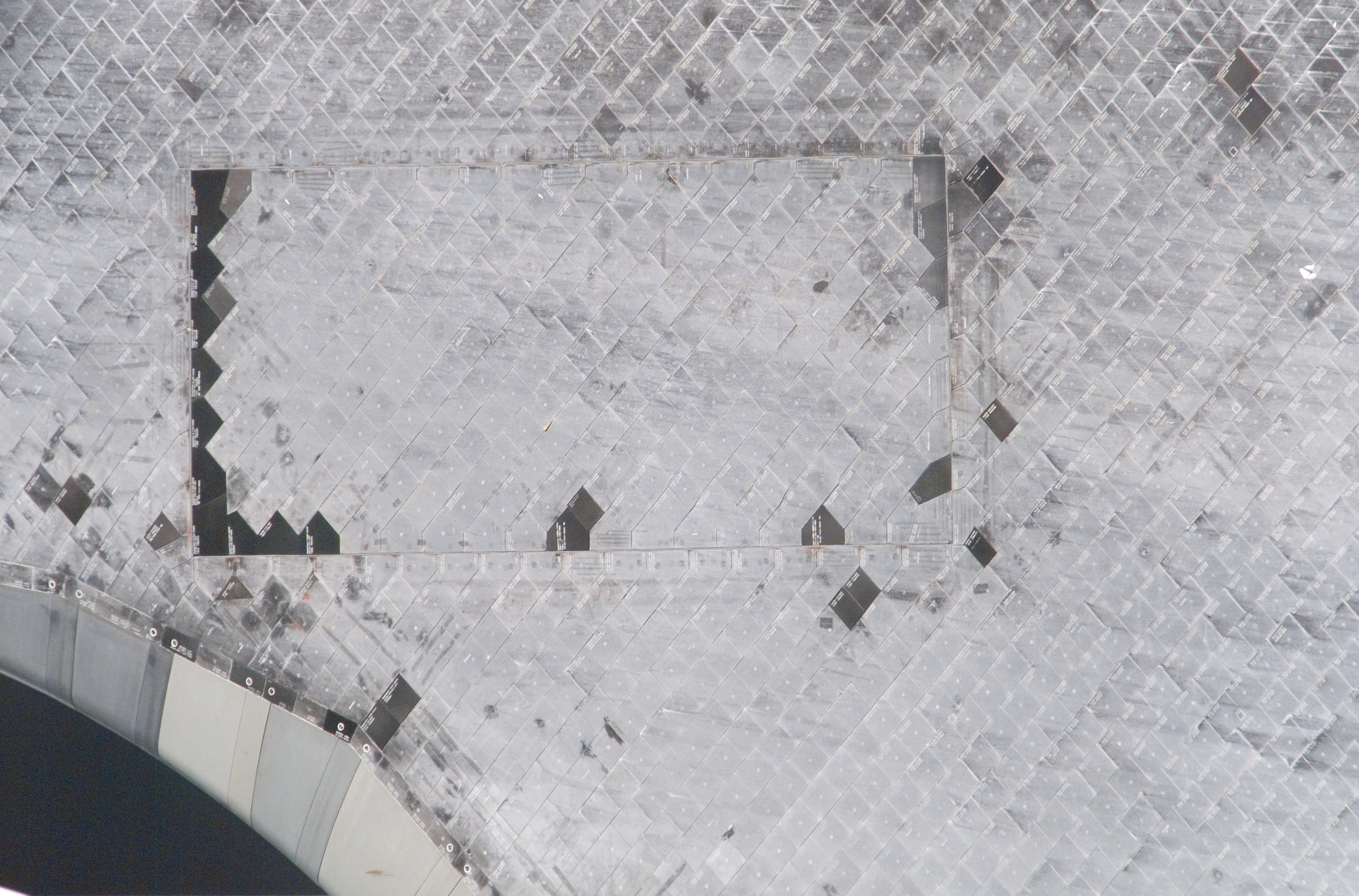
Nahe der Tür des rechten Hauptfahrwerks ist eine Kachel beschädigt (rechter Bildrand)

Wie die NASA noch am selben Tag mitteilte, hätte die erste Auswertung der zur Erde gefunkten Nahaufnahmen Hinweise auf einen möglichen Schaden an der Unterseite des Orbiters geliefert. Eine weiße Furche sei in der Nähe der Tür des rechten Hauptfahrwerks entdeckt worden. Diese hebe sich deutlich von den übrigen schwarzen Kacheln ab und sei neun mal sechs Zentimeter groß. Die Stelle befinde sich anderthalb Meter hinter der Tür und sei möglicherweise auf ein Stück Eis zurückzuführen, das sich während des Aufstiegs vom Treibstofftank gelöst und die Endeavour 58 Sekunden nach dem Start getroffen habe. Die Astronauten wurden angewiesen, die Stelle am 12. August eingehend mit dem OBSS zu untersuchen.

### Arbeiten auf der ISS

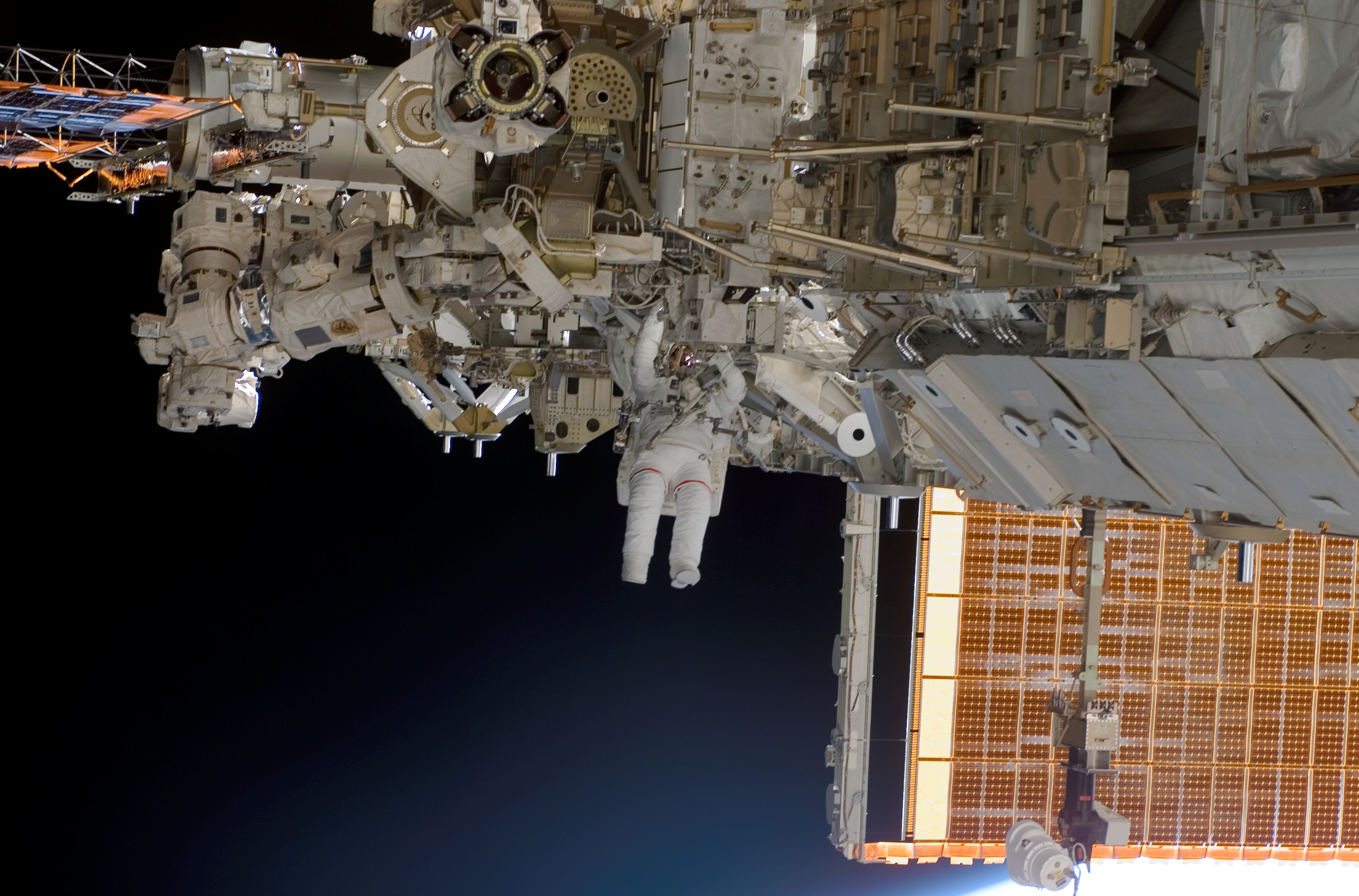
Rick Mastracchio arbeitet an der ISS

Der vierte Flugtag (11. August) stand ganz im Zeichen der ersten EVA dieser Mission, die um 16:28 UTC begann. Rick Mastracchio und sein kanadischer Kollege Dave Williams montierten das S5-Segment an der Steuerbordseite der Station. Damit die Astronauten in Ruhe arbeiten konnten, wurden die Solarzellenflächen des S4-Moduls für die Dauer der Arbeiten blockiert. Zudem wurde der Radiator von P6 eingefahren und gesichert, um das Modul während der nächsten Mission (STS-120) an seinen endgültigen Platz zu bringen. Nach 6 Stunden und 17 Minuten endete die Exkursion um 22:45 UTC.
Aus zunächst unbekannten Gründen fiel während dieser EVA – ähnlich wie bei der vorangegangenen Mission – der Hauptcomputer im US-Teil der Station aus. Der Ersatzrechner übernahm sofort die Aufgabe des C&C-Computers (Command and Control). Der dritte Computer des Systems, der bis dahin im Wartemodus lief, wurde „aktiviert“ und als neuer Ersatzrechner eingerichtet. Wenige Stunden später konnte das Hauptgerät wieder zum Laufen gebracht werden. Das Problem war durch einen falschen Befehl verursacht worden.
Der 12. August (fünfter Flugtag) war einer erneuten Inspektion des Hitzeschildes gewidmet – von der NASA als „Focused Inspection“ bezeichnet. Insgesamt prüften Tracy Caldwell und Barbara Morgan zusammen mit Scott Kelly fünf Bereiche des Hitzeschildes, die von den Ingenieuren als nicht eindeutig gefahrlos eingestuft wurden. Abgesehen von einer Beschädigung konnten alle Bereiche als gefahrenlos eingestuft werden.
Zudem wurde der russische Bordcomputer, der während der letzten Mission ausgefallen war, ausgetauscht. Auch wurde zum ersten Mal der vierte und letzte Spannungswandler des SSPTS aktiviert. Er funktionierte wie die anderen drei einwandfrei. Deshalb konnte im Anschluss daran der Verlängerung der Mission um drei Tage sowie einem vierten Ausstieg zugestimmt werden.
Über den gesamten Tag wurden von der Mannschaft Versorgungsgüter aus dem Spacehab in die ISS geladen. Am Abend begaben sich Richard Mastracchio und Dafydd Williams in die Luftschleuse Quest und führten ihren zweiten Campout durch.
Am sechsten Missionstag, dem 13. August, fand der zweite Ausstieg statt. Dabei tauschten Mastracchio und Williams ein Gyroskop aus, das der Lageregelung der Station dient. Das defekte Gerät, das ein Jahr zuvor ausgefallen war, wurde auf der ESP-2-Plattform befestigt und sollte mit einer der nächsten Shuttle-Missionen zur Erde gebracht werden. Zudem wurde die Stelle vorbereitet, an der am folgenden Tag die Plattform ESP-3 montiert wurde. Die EVA dauerte 6 Stunden und 28 Minuten und ging planmäßig um 22:00 UTC zu Ende.
In der Station gingen derweil die Arbeiten am russischen Computer sowie Transportaktivitäten weiter. Über Nacht wurde das neu installierte Gyroskop hochgefahren, es funktioniert einwandfrei.

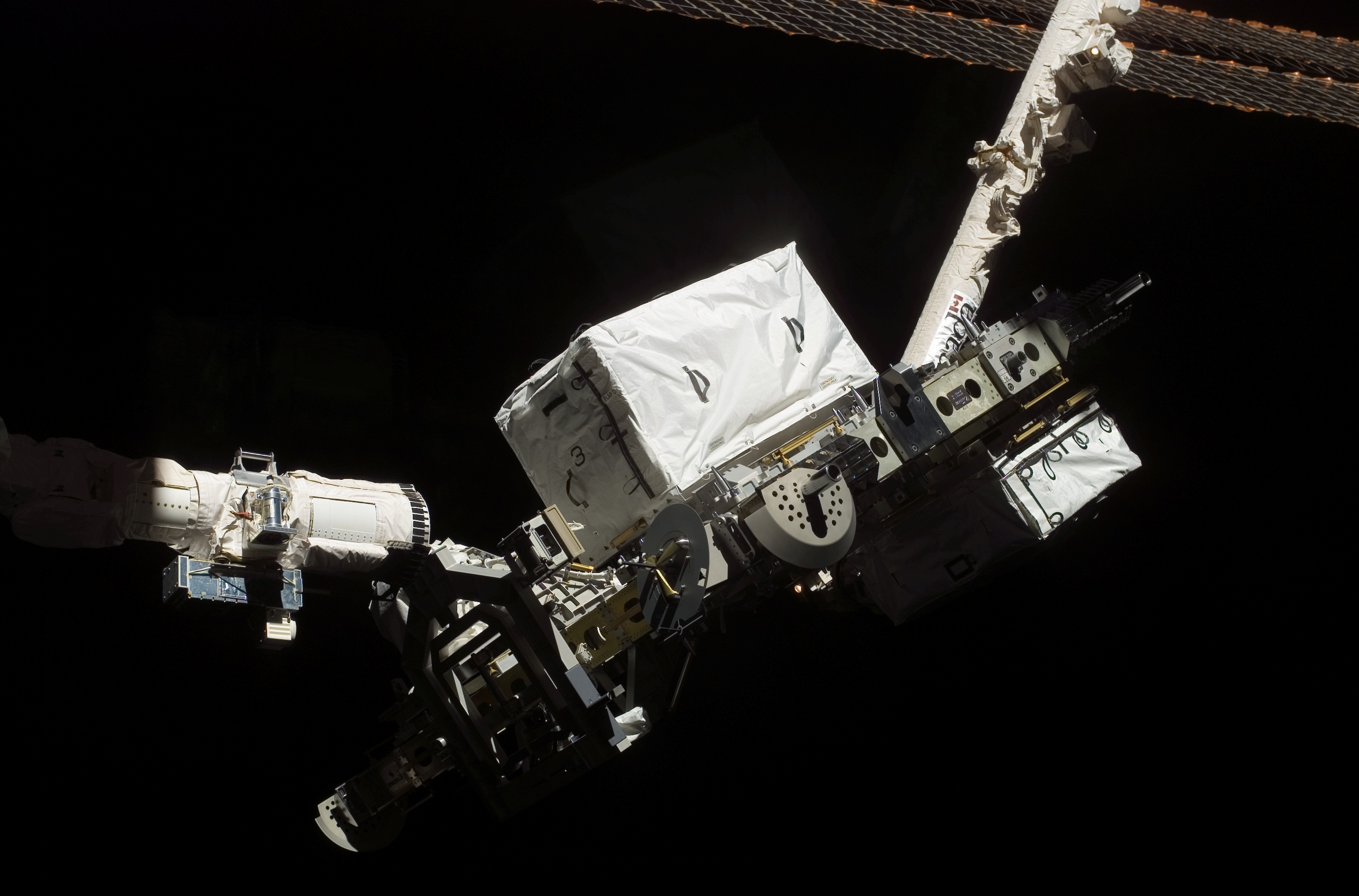
Die ESP-3-Plattform wird vom Shuttle-Arm an den Stationsarm übergeben

Der siebte Flugtag (14. August) sah die Installation von ESP-3 vor. Es wurde mit dem Canadarm des Space Shuttles aus der Ladebucht des Orbiters gehoben und an den Canadarm2 der Raumstation übergeben. Dieser befestigte das Element dann an der Gitterstruktur P3. Dafür war kein Außenbordeinsatz nötig. Außerdem umrundete das Modul Sarja an diesem Tag zum 50.000. Mal die Erde.
Zudem gab Barbara Morgan eine ca. 30 min lange Unterrichtsstunde. Dabei beantwortete sie Fragen, die von Schülern aus dem Discovery Center of Idaho (Entdecker-Center von Idaho) im US-Bundesstaat Idaho gestellt wurden. Es wurden zwei weitere Schulstunden geplant. Auch feierte Tracy Caldwell ihren 38. Geburtstag. Danach begaben sich Mastracchio und ISS-Expedition 15 Mitglied Clay Anderson in die Luftschleuse, um einen Campout durchzuführen.

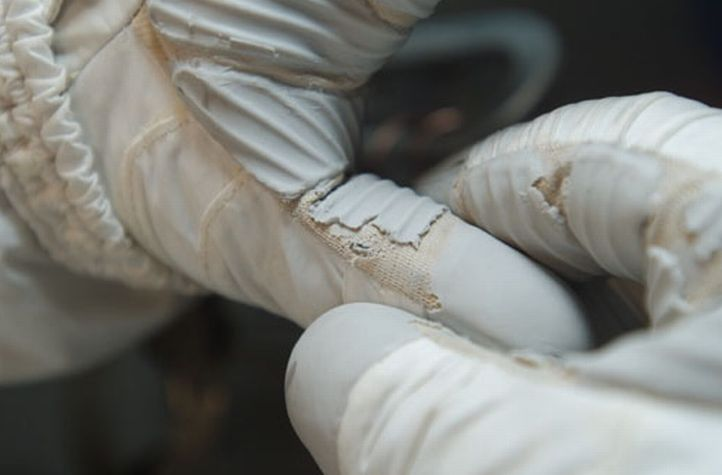
Der Handschuh des Raumanzugs von Rick Mastracchio ist beschädigt

Am achten Flugtag (15. August) stand der dritte Außenbordeinsatz auf dem Programm. Mastracchio und Clay Anderson begannen ihren Ausstieg um 14:37 UTC. Die beiden Astronauten trafen Vorbereitungen für das Versetzen von P6, das für die nächste Mission (STS-120) vorgesehen war. Während der EVA wurde eine SASA-Antenne (S-Band Antenna Structural Assembly) von P6 nach P1 verlegt und ein Transponder entfernt. Außerdem fuhren die beiden die CETA-Plattformen von der Backbord- zur Steuerbordseite der ISS. Beide „Aussteiger“ kamen mit ihren Aufgaben sehr gut zurecht und waren bald ihrem Arbeitsplan voraus. Gegen 18:55 UTC teilte die NASA mit, dass die EVA wegen eines Risses in der oberen Schicht von Mastracchios Handschuh abgebrochen werde müsse. Dieser kehrte darauf in die Luftschleuse zurück, um sich sicherheitshalber mit den Lebenserhaltungssystemen der Station zu verbinden, während Anderson noch eine Stunde weiter arbeitete. Um 20:05 UTC beendeten sie gemeinsam den 5 Stunden und 28 Minuten langen Ausstieg. Bis auf das Abbauen des MISSE-Experiments konnten alle Aufgaben erledigt werden. Als Ursache für den Riss in Mastracchios Handschuh wurde nach der Landung eine scharfe Kante an einem ISS-Bauteil ermittelt.
Am neunten Flugtag (16. August) fand die zweite Unterrichtsstunde von Barbara Morgan statt, die sie zusammen mit Alvin Drew durchführte. Diesmal sprach Morgan mit Schülern des Challenger Center for Space Science Education in Alexandria (Virginia). Später sprach sie außerdem nach Problemen und einer daraus resultierenden Verzögerung über Amateurfunk (ARISS-Projekt) zu Schülern des McCall-Donnelly-Schulbezirks in Idaho.
Außerdem teilte die NASA mit, dass die Astronauten kurz nach dem Aufstehen eine kleine Beschädigung an einem der Cockpitfenster entdeckt hatten. Während der Schlafperiode war die äußere Scheibe eines der Fenster des Kommandanten auf der linken Seite der Endeavour von einem winzigen Teil Weltraumschrott oder einem Mikrometeoriten getroffen worden. Nachdem die zur Erde gefunkten Fotos des ein Millimeter tiefen Einschlags von Technikern geprüft wurden, erklärte die NASA, dass die Besatzung nicht gefährdet sei und die Mission fortgesetzt werde.
Der Rest des Tages wurde für die Vorbereitung des vierten Ausstiegs und für Transferaufgaben genutzt. Zudem hatten die Astronauten zum ersten Mal auf der Mission eine längere Periode Freizeit.

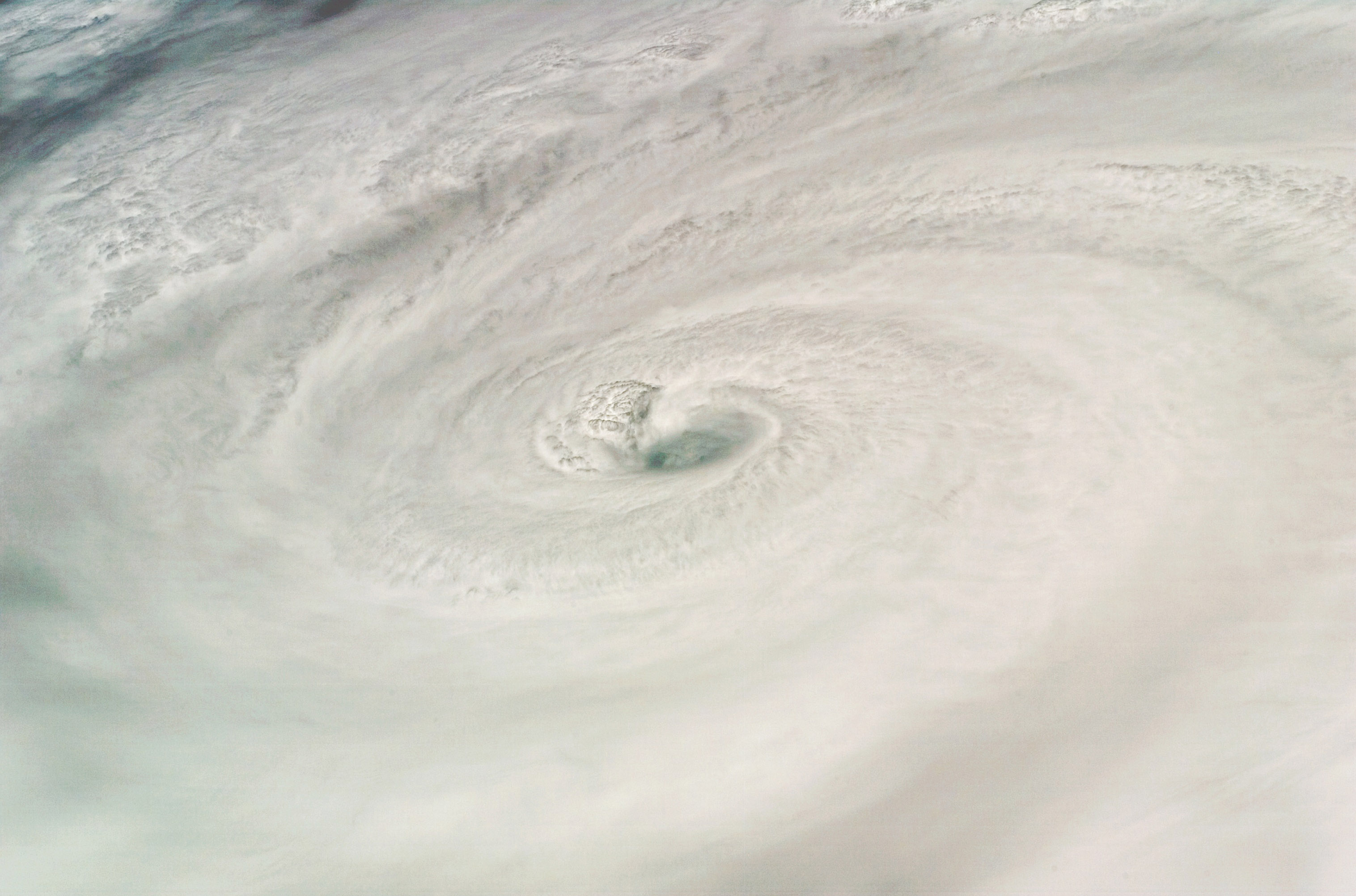
Hurrikan Dean fotografiert von der ISS

Der 17. August (zehnter Flugtag) war geprägt von Transferaufgaben, Pressekonferenzen und der Vorbereitung auf den letzten Ausstieg der Mission. Im Verlauf des Tages teilte die NASA mit, die Endeavour wahrscheinlich bereits am 21. August, also einen Tag früher als geplant landen zu lassen. Grund dafür sei der Hurrikan Dean, der möglicherweise eine Schließung des Flugkontrollzentrums für einige Tage nötig machen könne.
Zu Beginn des elften Flugtages (18. August) teilte die NASA mit, dass die vierte EVA um zwei auf viereinhalb Stunden gekürzt worden sei. Dadurch sei es möglich, die Luken zwischen Shuttle und ISS direkt nach der EVA zu schließen und bereits am zwölften Missionstag abzudocken.
Während des vierten Außeneinsatzes wurden von Dave Williams und Clay Anderson eine Antenne installiert sowie bei einer bereits am Z1-Segment angebrachten S-Band-Antenne vier Schrauben einer Schelle erfolgreich festgezogen. Zudem wurde eine Halterung für den OBSS-Inspektionsarm auf der Oberseite des S1-Segments angebracht, damit dieser dort am Ende der STS-123-Mission zwischenzeitlich deponiert werden kann (das Volumen der Nutzlast bei der nachfolgenden Mission STS-124 war zu groß, um den OBSS mitzunehmen). Außerdem wurde das MISSE-Experiment geborgen und zur Rückkehr auf die Erde in der Endeavour verstaut. Der Ausstieg, der von der NASA bereits im Vorfeld für den Fall einer Missionsverlängerung geplant wurde, dauerte 5 Stunden und 2 Minuten. Wegen der zweistündigen Verkürzung musste die endgültige Befestigung einiger Schutzschilde gegen Mikrometeoriten verschoben werden. Diese Bleche mussten während der Mission STS-117 von Unity und Destiny entfernt werden, um ein Wasserstoffventil zu installieren, ließen sich dann aber nicht mehr richtig befestigen. Seitdem waren sie nur provisorisch durch Haltebänder arretiert und sollten bei einem späteren Ausstieg festgeschraubt werden.
Wegen der noch am selben Tag anstehenden Schließung der Luken fiel die traditionelle Abschiedszeremonie der zehn Raumfahrer gegen 20:45 UTC nur kurz aus. 25 Minuten später, um 21:10 UTC, wurde die Luke zur ISS verriegelt.

### Rückkehr

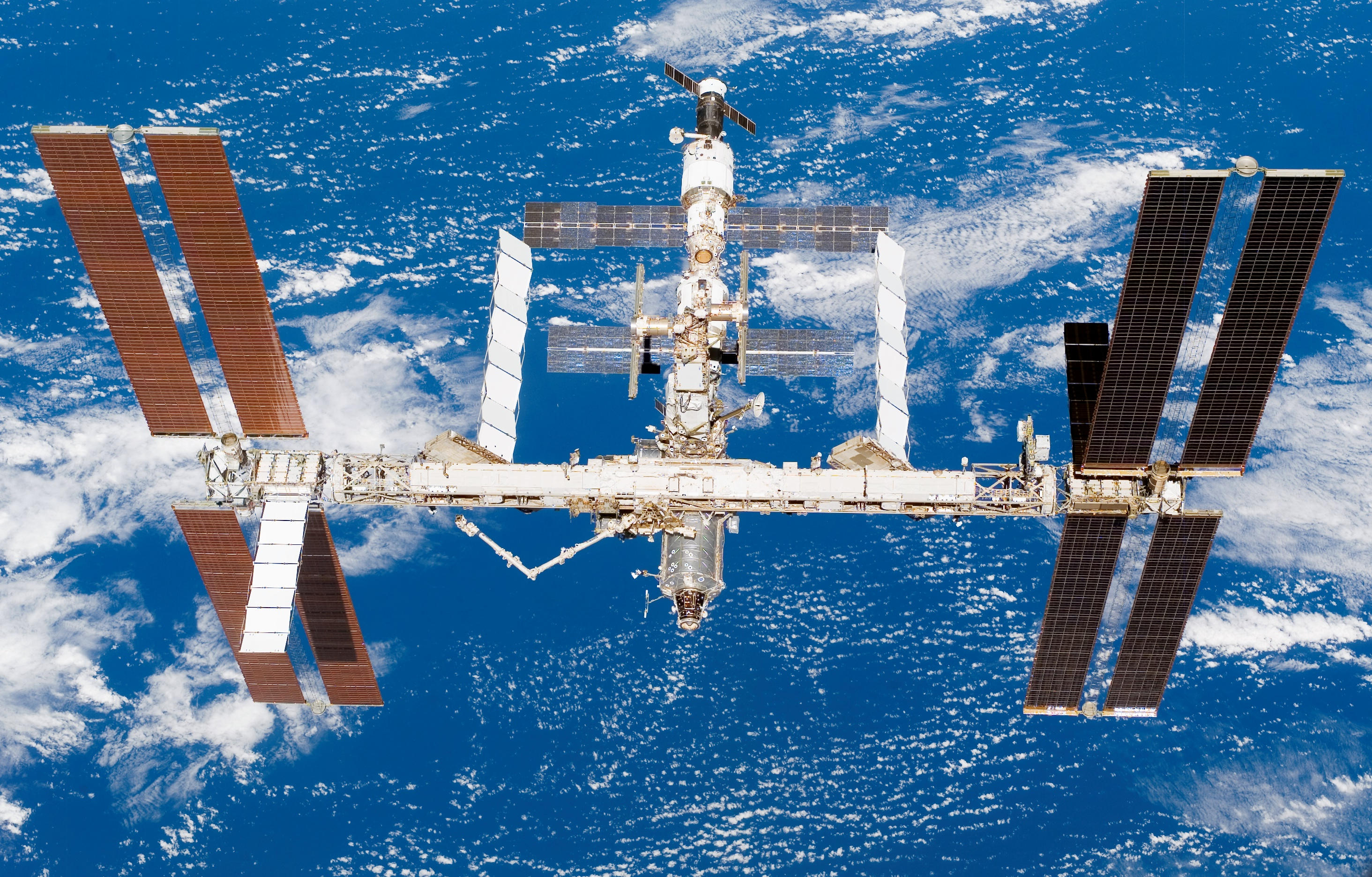
Nach dem Abkoppeln: die ISS aufgenommen aus der Endeavour

Nach dem Abdocken am 19. August (zwölfter Flugtag) um 11:56 UTC entfernte sich die Endeavour von der ISS, ohne diese noch einmal zu umfliegen. Auf diese Weise erhielt die Besatzung etwas Freizeit. Im Anschluss führte die Crew eine abschließende Überprüfung des Hitzeschildes durch. Mit dem OBSS wurden über mehrere Stunden die während der Landung besonders beanspruchten Bereiche abgetastet.
Die NASA teilte mit, dass man am 21. August nur die beiden Landemöglichkeiten für Florida nutzen wolle. Hurrikan Dean halte auf Mexiko zu, weshalb keine Gefahr bestehe, die Flugkontrolle in Texas evakuieren zu müssen. Hierdurch reduzierte sich der Zeitdruck, möglichst am 14. Flugtag landen zu müssen.
Am 13. Flugtag (20. August) begannen die Vorbereitungen zur Landung. Am Abend konnte Houston grünes Licht für die Landung geben – die Auswertung der OBSS-Daten hatte keine Anzeichen für weitere Beschädigungen am Hitzeschild gezeigt. Man entschloss sich dazu, die Landemöglichkeiten in Edwards nicht zu nutzen. Die Basis wurde dennoch für den Fall eines möglichen Wetterumschwungs bemannt, um eine Ausweichmöglichkeit zu bieten.

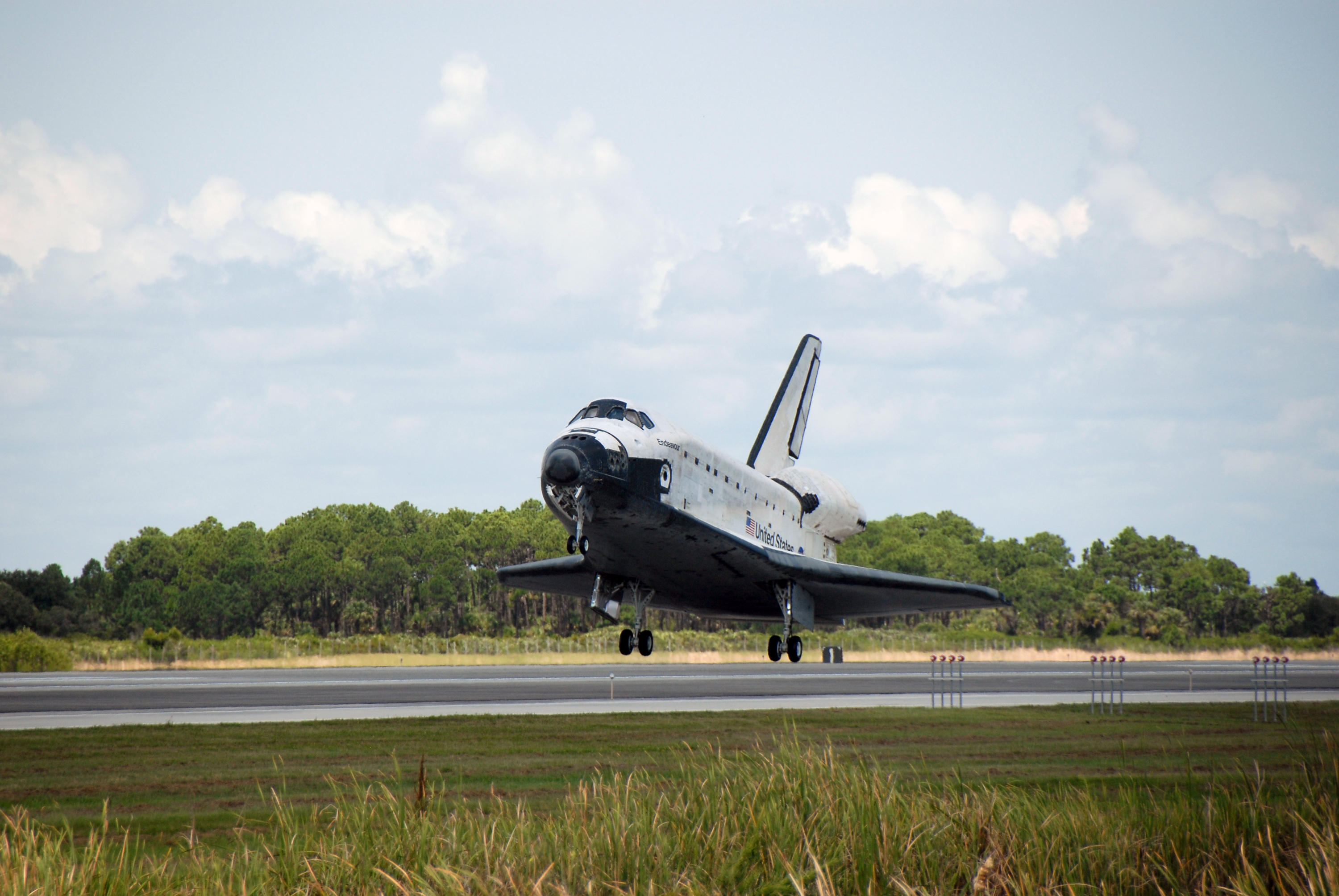
Die Endeavour setzt auf

Der 14. und letzte Flugtag (21. August) begann mit dem Verschließen des Spacehab und dem Verstauen der für die Landung unwichtigen Gegenstände. Um 15:07 UTC teilte das Kontrollzentrum der Besatzung mit, dass man die erste Landemöglichkeit am KSC während Orbit 201 nutzen wolle. Mit der Bremszündung der beiden OMS-Triebwerke wurde um 15:25 UTC das Landemanöver eingeleitet. Um 16:32 UTC setzte die Endeavour auf der Shuttle Landing Facility des Kennedy Space Centers in Florida auf.
Nachdem die Mannschaft den Orbiter verlassen hatte und einer medizinischen Erstuntersuchung unterzogen wurde, begutachteten sechs der sieben Astronauten ca. eine Stunde nach der Landung die Außenhaut der Endeavour. Einzige Ausnahme bildete Barbara Morgan, die noch Probleme mit ihrem Gleichgewichtssinn hatte. Der Schaden an der beim Start beschädigten Hitzeschutzkachel hatte sich während der Landung kaum vergrößert.
Nach den abschließenden Arbeiten wurde die Endeavour in die Orbiter Processing Facility geschleppt, wo sie auf ihren nächsten Raumflug (STS-123) vorbereitet wurde.

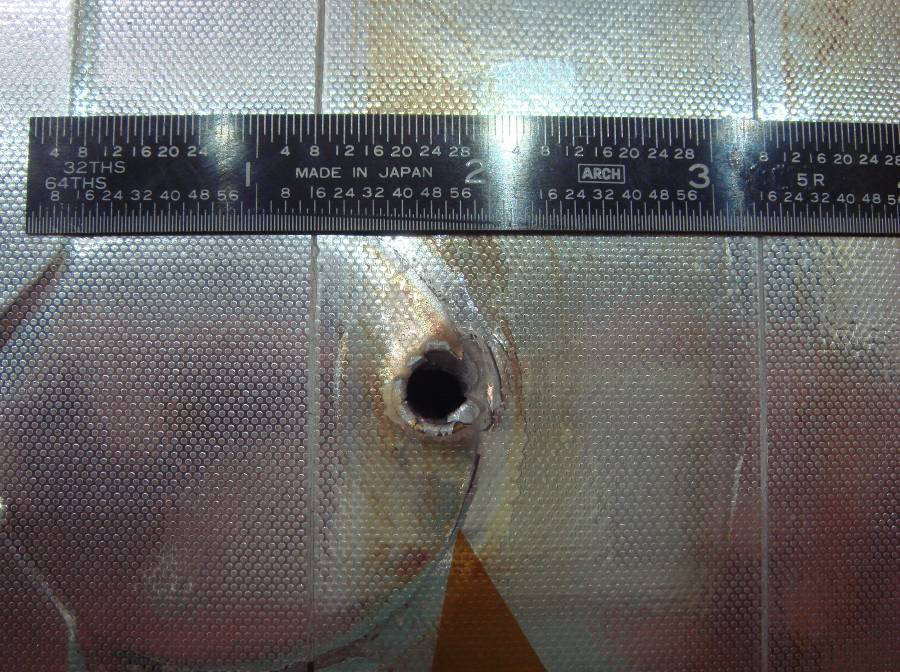
Eintrittsloch am Radiator

Bei der Nachkontrolle des Orbiters wurde festgestellt, dass die Endeavour während des Fluges neben den Cockpitscheiben auch hinten links an den Frachtraumtüren getroffen wurde. Der Fremdkörper verursachte dabei ein etwa 5,5 mm großes Loch, durchschlug den Radiator sowie die Deckschicht des Thermalkontrollsystems (an zwei Stellen) und erreichte die Tür zur Nutzlastbucht, allerdings ohne diese zu beschädigen. Der Schaden erreichte damit ein bis dahin unbekanntes Ausmaß. Die Endeavour wurde bereits auf einer früheren Mission an ebendieser Stelle getroffen und beschädigt.

## Beschädigung des Hitzeschilds

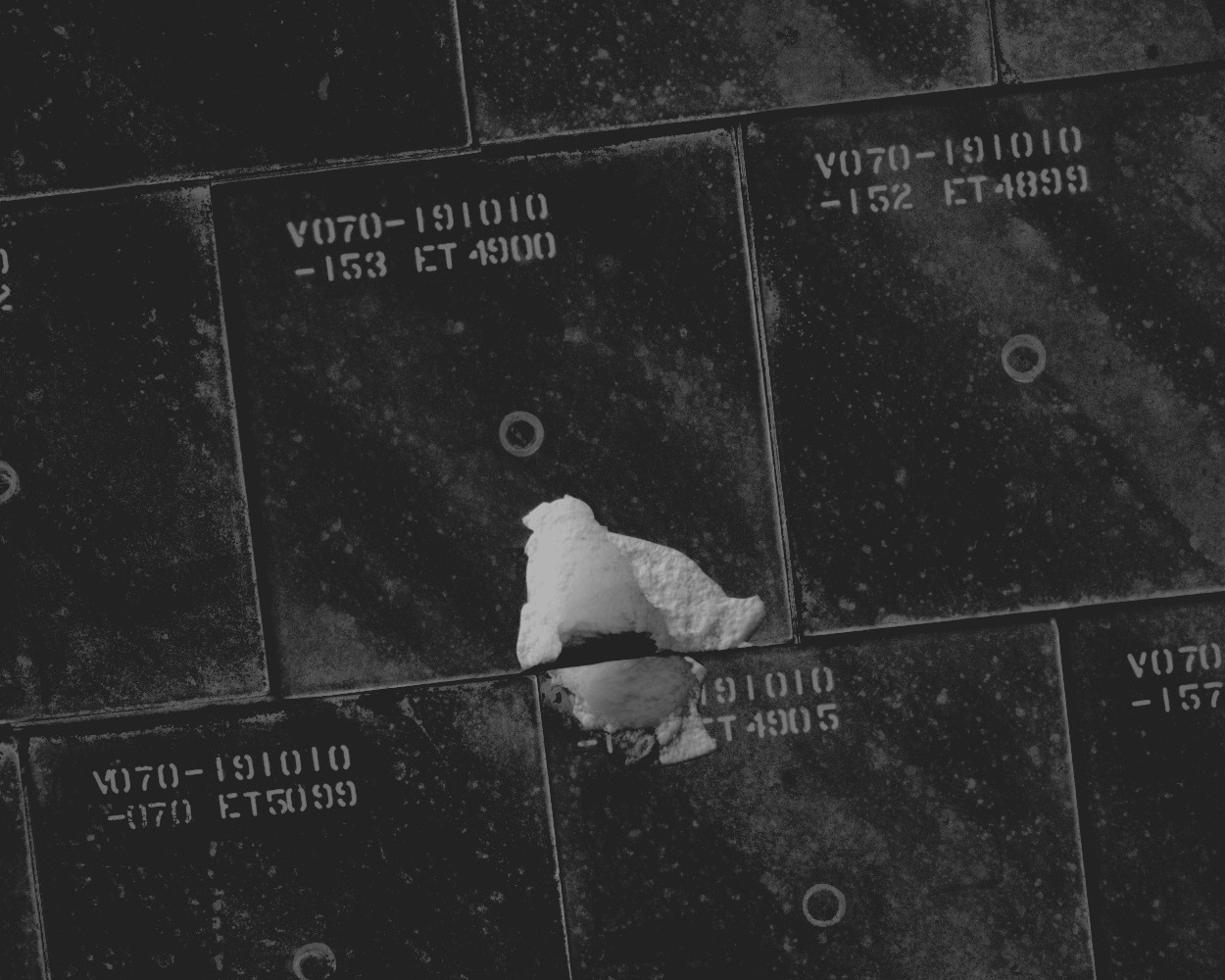
Nahaufnahme der beschädigten Kacheln

Während des Starts platzten am Außentank mehrere Stücke Schaumstoff ab, was zu Beschädigungen am Hitzeschild führte. Während der sogenannten Focused Inspections wurde am fünften Flugtag (12. August) genauer untersucht, wie tief der Einschlag das 19 Quadratzentimeter große Gebiet geschädigt hatte und ob eine Reparatur notwendig sei. Die Detailaufnahmen zeigten, dass der Schaden bis hinunter zur Aluminiumstruktur des Orbiters reichte. Eine kleine Fläche von zweieinhalb Zentimetern Länge und einem halben Zentimeter Breite war ungeschützt.
Die Bildauswertungen hatten außerdem ergeben, dass der Einschlag von Isolierschaum verursacht wurde und nicht Eis, wie zunächst angenommen. Ein apfelgroßes Stück hatte sich von einer Treibstoffleitung des Außentanks gelöst, stieß mit einer Haltestrebe zusammen, zersprang in mehrere Teile und traf schließlich die Endeavour.

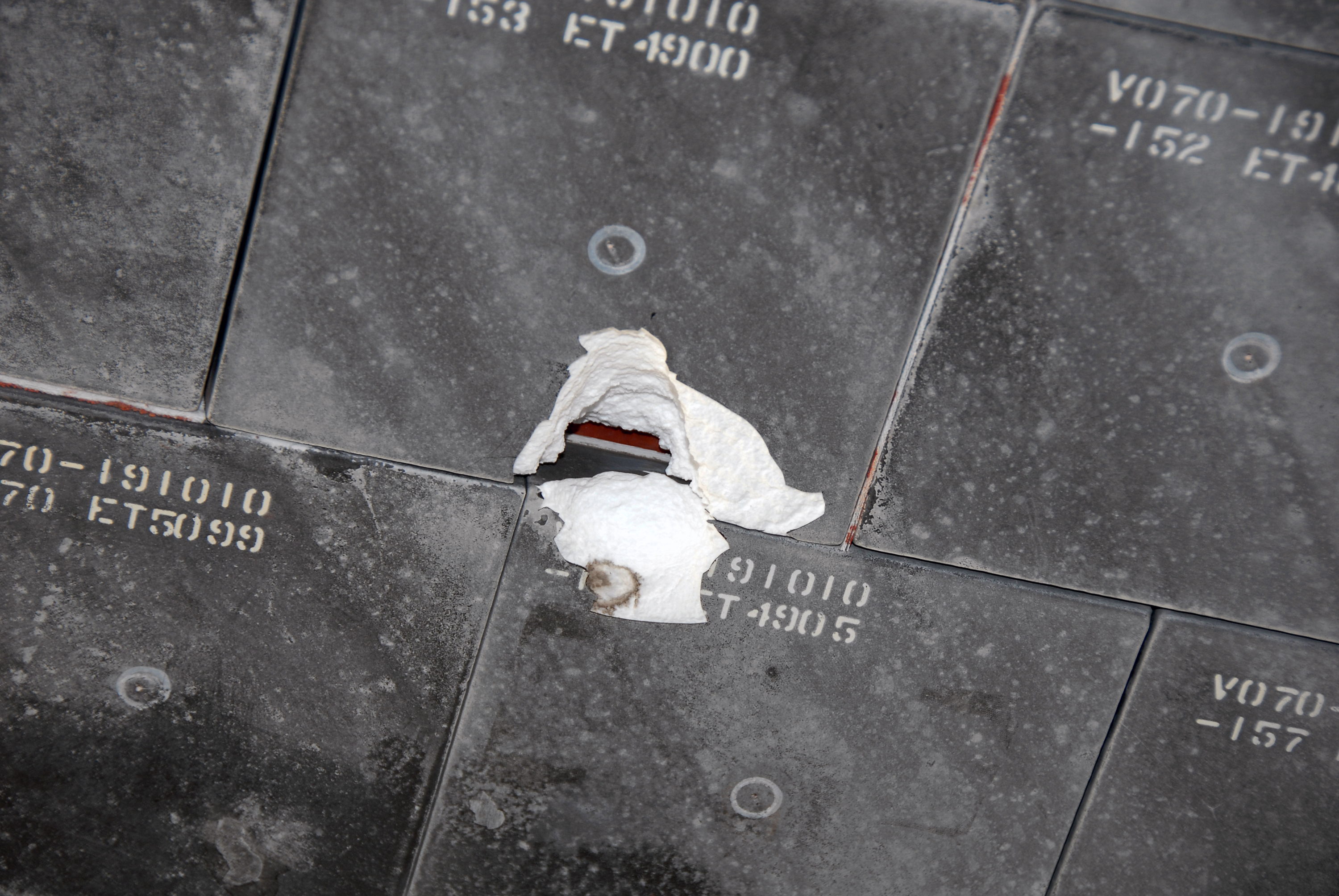
Der Schaden nach der Landung

Am 19. August gab die NASA bekannt, dass entschieden wurde, die Endeavour nicht zu reparieren und trotz der Beschädigung zu landen. Dieser Entscheidung waren tagelange Tests und Analysen am Boden vorausgegangen. Mit Hilfe der Laserdaten der OBSS-Abtastung war es möglich, einen dreidimensionalen Nachbau des beschädigten Hitzeschildbereichs anzufertigen. Das 3-D-Kachelmodell durchlief mehrere Testreihen im Plasmalabor des Johnson Space Centers. Außerdem prüften Ingenieure des Ames Research Centers mit Computerprogrammen die Auswirkungen des Plasmas beim Wiedereintritt auf den beschädigten Kachelbereich. Die Ergebnisse wurden von Technikern des Langley Research Centers überprüft.
Während des Wiedereintritts hatte sich der Schaden kaum vergrößert. Auch die Struktur des Orbiters wurde nicht beschädigt.